# Prawybory w Nysie
Prawybory w Nysie – prawybory organizowane w latach 2000–2001 wśród mieszkańców miasta i gminy Nysa w województwie opolskim.
Miasto i gmina Nysa, wspólnie z Ośrodkiem Badań Publicznych dwukrotnie na swoim terenie organizowały prawybory – prezydenckie w 2000 i parlamentarne w 2001.
Prawybory w Polsce, w tym te w Nysie, nie są umocowane w aktach prawnych. Ich wynik nie jest dla żadnego gremium wiążący i ma jedynie charakter sondażu przedwyborczego, mającego cechy wyborów (uprawnieni wyborcy wrzucają głosy do urn).
Prawybory prezydenckie 2000
Termin: 24 września 2000.
| Kandydat               | Wynik prawyborów [%] | Wynik wyborów [%] | Błąd w przewidzeniu wyniku wyborów [%] |
| ---------------------- | -------------------- | ----------------- | -------------------------------------- |
| Aleksander Kwaśniewski | 53,66                | 53,90             | -0,45                                  |
| Marian Krzaklewski     | 17,52                | 15,57             | 12,52                                  |
| Andrzej Olechowski     | 15,71                | 17,30             | -9,19                                  |
| Jarosław Kalinowski    | 3,87                 | 5,95              | -34,96                                 |
| Janusz Korwin-Mikke    | 2,39                 | 1,43              | 67,13                                  |
| Jan Olszewski          | 2,06                 | —                 | —                                      |

Pozostali kandydaci otrzymali poparcie poniżej 2%.
Zobacz: Wybory prezydenckie w Polsce w 2000 roku
Prawybory parlamentarne 2001
Termin: 21 kwietnia 2001.
| Komitet    | Wynik prawyborów [%] | Wynik wyborów [%] | Błąd w przewidzeniu wyniku wyborów [%] |
| ---------- | -------------------- | ----------------- | -------------------------------------- |
| SLD-UP     | 46,5                 | 41,04             | 13,3                                   |
| PO         | 16,6                 | 12,68             | 30,9                                   |
| AWS        | 7,6                  | 5,60              | 35,7                                   |
| Samoobrona | 6,6                  | 10,20             | -35,3                                  |
| KPEiR      | 6,3                  | —                 | —                                      |

Pozostałe komitety otrzymały poparcie poniżej 5%.
Zobacz: Wybory parlamentarne w Polsce w 2001 roku.